# Arrano Beltza

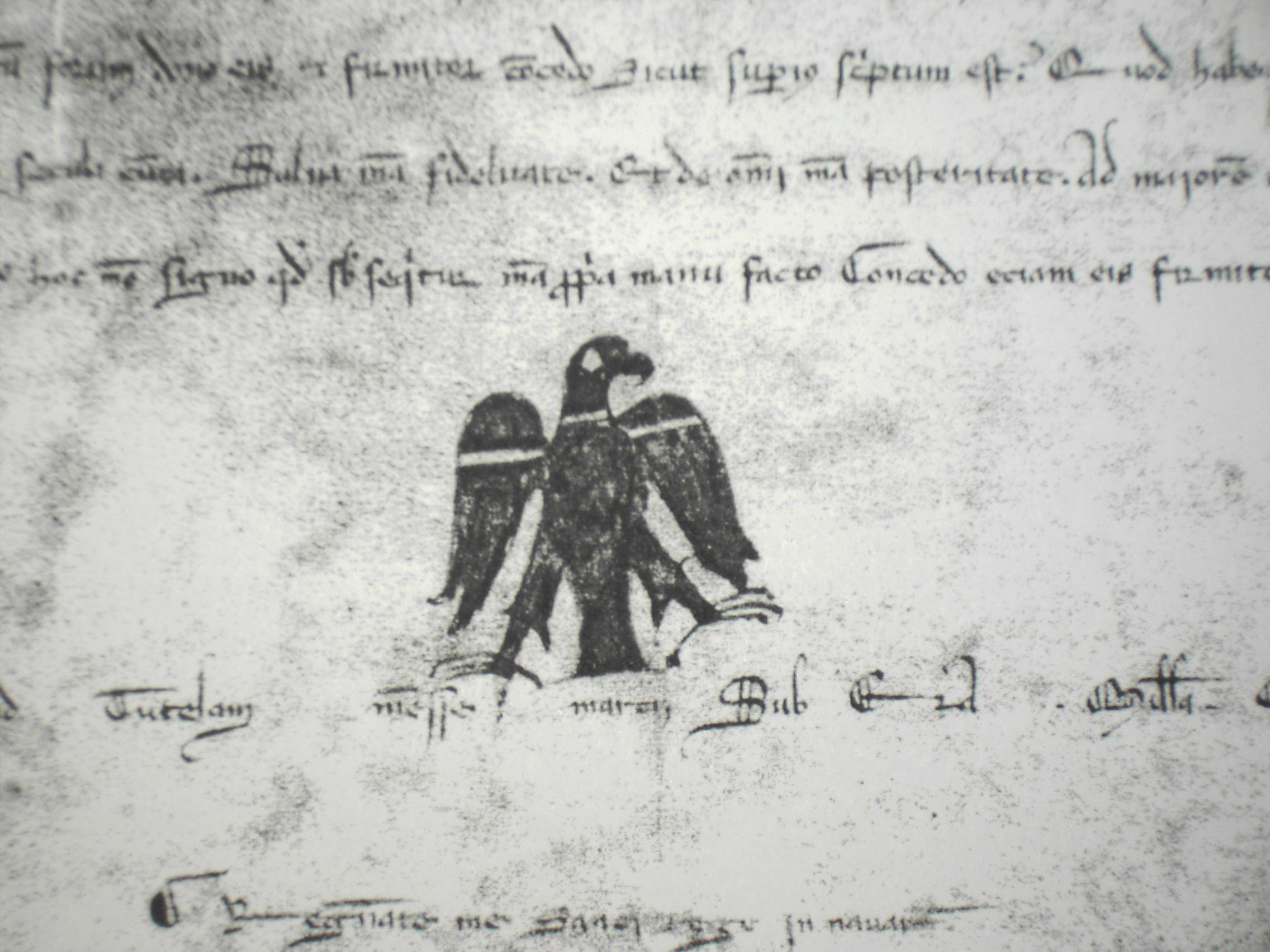
Печатка Санчо VII

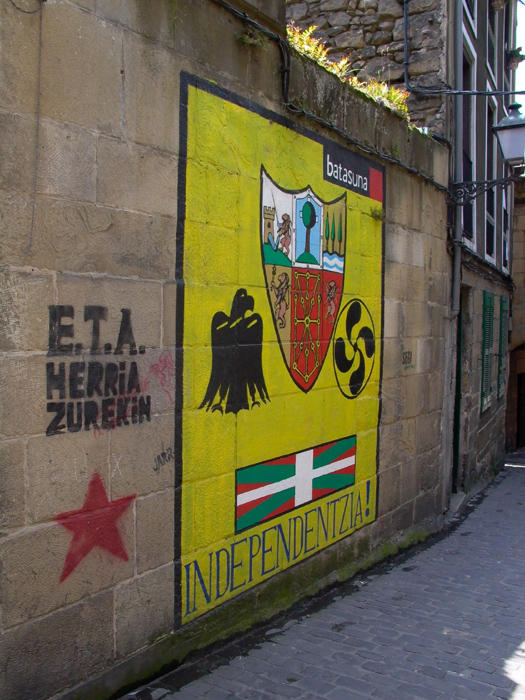
Зображення на стіні в Ґіпускоа, виконане членами Батасуна (2003). Крім Arrano Beltza зображені: Лаубуру, Ікуррін, і Zazpiak Bat

Arrano Beltza (баскська «чорний орел»)— стародавній баскський і наваррський символ із зображенням чорного геральдичного орла на жовтому тлі. Сьогодні він переважно використовується баскськими націоналістами як символ суверенітету та незалежності.

## Історія
Спершу чорний орел був печаткою короля Наварри Санчо VII, але потім став приписуватися іншому королю Наварри, Санчо III, який після включення Арагона та Кастилії отримав під своєю короною всі території баскської культури та мови. На думку баскських націоналістів, правління Санчо III є історичним прецедентом об'єднання всіх земель, де використовується мова басків. З точки зору іспанців, його правління— це одна з перших спроб створення єдиної Іспанії.

## Використання баскськими націоналістами
Цей символ використовують переважно Ezker Abertzalea (баскські ліві). Однак час від часу його використовують іспанські праві націоналісти.
Деякі іспанські націоналістичні організації неофашистського характеру також кілька разів використовували Arrano Beltza як символ іспанської єдності. За цією ідеєю вони стверджують, що Санчо III правив більшою частиною християнської Іспанії, від Леона до Барселони, і його називали Rex Hispanorum Regum, тобто «королем царів іспанців».

## Arrano Beltza в масовій культурі
Arrano Beltza— це назва однієї з пісень, створених Мікелєм Лабоа. Пізніше ця пісня була переспівана рок-групою Negu Gorriak.